# Измайловский проспект (Москва)
Изма́йловский проспе́кт — проспект в Восточном административном округе города Москвы. Формально проходит от 2-й улицы Измайловского Зверинца до 16-й Парковой улицы; фактически проспекта, как единой магистрали, не существует.
Слева примыкают 1-я, 2-я, 3-я, 5-я, 6-я, 7-я, 9-я, 11-я, 12-я, 14-я, 15-я и 16-я Парковая улицы. Справа примыкает Большой Купавенский проезд.
Сплошная нумерация нечётных домов ведётся от электродепо «Измайлово» Арбатско-Покровской линии метро (№ 45). На старом участке проспекта остался только дом № 3. Из чётных домов сохранились только № 56 и 58.

## Происхождение названия
Назван в конце 1930-х годов по бывшему селу Измайлово, около которого находился. Ранее назывался Первомайский проспект.

## История
Самый старый участок проспекта между 2-й улицы Измайловского Зверинца и Главной аллеей возник в начале XX века и постепенно застраивался небольшими деревянными домами. В 1925 году по нему прошла трамвайная линия.
В 1949 году при застройке Измайловского посёлка в состав проспекта формально вошёл Первомайский просек, проходящий по северному краю Измайловского парка и в 1950-е годы все новые дома, выходящие к парку получили номера по Измайловскому проспекту, продолжая нумерацию старой его части.
В 1954—1961 годах вблизи проспекта в здании метродепо около 1-й Парковой улицы, существовала станция метро Первомайская. В 1961 году при продлении Арбатско-Покровской линии метро две части проспекта оказались разделены наземным участком этой линии, тогда же между 1-й и 3-й Парковыми улицами возникла станция метро Измайловская.
Измайловский проспект планировали продлить от Главной аллеи до 16-й Парковой улицы. Так как две части проспекта оказались разделены наземным участком линии метро, было принято решение линию метро пустить по эстакаде над проспектом, с этой целью была построена Измайловская эстакада. Однако планы по продлению Измайловского проспекта остались на бумаге, и в настоящее время пространство под эстакадой занято гаражами.
В 1970-80-е годы почти все строения по старому участку проспекта были снесены (остался дом № 3) и он превратился в парковую аллею, по которому осуществляется только трамвайное движение.
Новый участок проспекта имеет проезжую часть только между 1-й и 3-й, 6-й и 7-й, 11-й и 12-й, 15-й и 16-й Парковыми улицами.

## Примечательные здания и сооружения
По нечётной стороне:
- № 45 — электродепо «Измайлово».
- № 53 — школьное здание (1950-е, типовой проект «Ю-1» архитектора Н. М. Вавировского, фасад разработан архитекторами В. С. Андреевым и К. Д. Кисловым)[2].
- № 73 и 75 — общежития МГТУ им. Баумана.
- № 83 — библиотека ВАО № 101.
- № 113 — библиотека ВАО № 97.

По чётной стороне:
- № 56 — лесопарковое хозяйство.
- № 58 — тягово-понизительная подстанция метрополитена.

## Транспорт
На проспекте находится станция метро  Измайловская, к восточной части проспекта удобнее добраться со станции  Первомайская. По начальному отрезку проспекта проходят маршруты трамвая 11, 12, 34. По широкому отрезку проспекта у станции метро Измайловская проходят маршруты автобуса 34, 223 и разворачиваются маршруты т51, 34к, 97. Также на участке от 12-й до 11-й Парковой улицы в одну сторону проходит автобусный маршрут 557.